# Kreijel
Kreijel is een buurtschap behorende tot de gemeente Nederweert in de Nederlandse provincie Limburg.
Deze buurtschap ligt ten zuidwesten van het dorp Ospel, tussen het gehucht Budschop en de buurtschap Waatskamp.
Bij Kreijel ligt de windmolen Sint-Joseph, een beltmolen uit 1840.
Vroeger had Kreijel een schans, de Kreijelschans, aangelegd omstreeks 1635. Begin 19e eeuw raakte de schans vervallen en verdween uit het landschap. De straatnamen De Schans en Schansstraat herinneren hier nog aan. Bovendien vindt men hier de Schanskapel uit 1905.
Ook lag vroeger in Kreijel een schooltje, dit was de voorloper van de basisschool in Ospel.